# Пошаљи човека у пола два
Пошаљи човека у пола два је југословенски трилер филм из 1967. године. Режирао га је Драгољуб Ивков, а сценарио су писали Милан Николић и Душан Јанићијевић.

## Радња
Организована међународна група криминалаца покушава да преко територије Југославије служећи се митом и корупцијом дистрибуира велику количину лажних фунти. На њиховом трагу је Интерпол. Инспектори покушавају да разоткрију актере ове акције и откривају вођу банде чији је идентитет изненадио и агенте Интерпола.

## Улоге
| Глумац                   | Улога         |
| ------------------------ | ------------- |
| Душан Јанићијевић        | Мирко         |
| Велимир Бата Живојиновић | Гангстер Ђино |
| Душица Жегарац           | Олга Ризи     |
| Хермина Пипинић          | Рита Батић    |
| Слободан Перовић         | Алдо          |
| Реља Башић               | инспектор     |
| Јанез Врховец            | Марк Бретон   |
| Теа Бабић                | Марта         |
| Урош Гловацки            |               |
| Мирослав Исаковић        |               |
| Маријан Ловрић           |               |
| Предраг Милинковић       |               |
| Милан Николић            |               |
| Растко Тадић             |               |